# Satoshi Tanaka
Satoshi Tanaka (Nagano, 13 de agosto de 2002) es un futbolista japonés que juega en la demarcación de centrocampista para el Sanfrecce Hiroshima de la J1 League.

## Selección nacional
Tras jugar en las categorías inferiores de la selección, finalmente hizo su debut con la selección absoluta de Japón el 12 de julio de 2025 contra China en un partido del Campeonato de Fútbol de Asia Oriental de 2025 que finalizó con un resultado de 2-0 a favor del combinado japonés tras los goles de Henry Heroki Mochizuki y Mao Hosoya.

## Clubes
| Club                 | País    | Año       | Partidos | Goles |
| -------------------- | ------- | --------- | -------- | ----- |
| Shonan Bellmare      | Japón   | 2020-2022 | 87       | 2     |
| KV Kortrijk (cedido) | Bélgica | 2022-2023 | 16       | 0     |
| Shonan Bellmare      | Japón   | 2023-2025 | 49       | 4     |
| Sanfrecce Hiroshima  | Japón   | 2025-     | 19       | 2     |

## Palmarés

### Títulos nacionales
| Título             | Club                | País  | Año  |
| ------------------ | ------------------- | ----- | ---- |
| Supercopa de Japón | Sanfrecce Hiroshima | Japón | 2025 |

### Títulos internacionales
| Título                                | Equipo                    | Sede          | Año  |
| ------------------------------------- | ------------------------- | ------------- | ---- |
| Copa Asiática Sub-23 de la AFC        | Selección de Japón sub-23 | Catar         | 2024 |
| Campeonato de Fútbol de Asia Oriental | Selección de Japón        | Corea del Sur | 2025 |